# Stig Blomqvist
Stig Lennart Blomqvist (Örebro, 1946. július 29. –) svéd ralipilóta. 1984-ben lett rali-világbajnok és számos alkalommal nyerte meg a hazája rali-világbajnoki versenyét, a svéd ralit.

## Pályafutása
Stig Blomqvist 18 évesen szerzett jogosítványt, majd 1964-ben egy helyi autósport rendezvényen – Karlstad svéd városka mellett – rögtön egy második helyezést ért el egy Saab 96 volánja mögött. A Saab csapatnál lett pilóta, majd 1971-ben megszerezte első nemzetközi győzelmét az angol RAC Rally-n.
A Swedish Rally-t 1971-ben (Saab 96 v4), 1972-ben (Saab 96 V4), 1973-ban (Saab 96 V4), 1977-ben (Saab 96 EMS)és 1979-ben nyerte meg (Saab 99 Turbo). 1976-ban a Boucles de Spa Rally rendezvényen egy Saab 96 EMS típusú autóval diadalmaskodott. A Saabbal való hosszútávú együttműködése akkor ért véget, amikor a Saab Sport Department versenyrészleg felfüggesztette a tevékenységét 1982-ben. Ennek ellenére a csapattal nagy sikereket ért el. Egyedül 1971-ben 16 versenyen indult, melyből 11-et megnyert.
Pályafutását csúcsteljesítménnyel folytatta a Lancia, majd Talbot Sunbeam Lotus autókkal az 1980-as évek elején. Elsők között vezetett összkerékhajtású raliautót, egy Audi Quattro-t, amely márkának az 1986-os évközi kivonulásáig a versenyzője maradt. Olyan nevekkel együtt versenyezve, mint Walter Röhrl, Markku Alén, Michèle Mouton vagy Hannu Mikkola 1984-ben öt futamot nyert meg, és ezzel világbajnoki címet szerzett.
Ralis pályafutása a B csoportban, a 80-as évek derekán ért a csúcsra, majd ezt követően a Nissan, Ford, és Peugeot csapatok pilótája volt.

## Karrierje vége
Az 1990-es években tapasztalatait a kétkerék-meghajtású versenyautók fejlesztésében kamatoztatta, a Škoda Motorsport csapatnál segített a Felicia Kit Car kifejlesztésében.
Az 1996-ban megrendezett angol Rally of Great Britain versenyen vendégszereplőként az 50 éves veterán pilóta az abszolút harmadik helyet szerezte meg egy 1600 cm³-es Felicia Kit Car volánja mögött. 2001-ben Stig Blomqvist navigátorával, Ana Goñi-val a Rally vb-n egy N csoportos Mitsubishi Lancer Evo VI-tal indult, és 2001-es Rally VB-n az N csoport abszolút 5. helyezését szerezte meg. 2002-es évben gyári szerződést kapott 56 évesen a Skoda Motorsport-tól, így több futamon is indulhatott a Skoda Octavia WRC-vel. 2008 szeptemberében Stig részt vett a Scottish Rally Championship, a skót nemzeti ralibajnokság egyik futamán, a skóciai Perth mellett megrendezett Colin McRae Forest Stages Rally rendezvényen. Több volt világbajnok pilóta is részt vett a 2007-ben elhunyt McRae emlékére megrendezett versenyen. Navigátora itt is Ana Goñi volt, egy Ford Escort RS 1600 típusú autóval indultak.

## Érdekességek
Számos pletyka kering arról, hogy Blomqvist lett volna a BBC "Top Gear" sorozatának első tesztpilótája, de amikor nem vállalta el, akkor készült a The Stig, a titkos pilóta (secret driver) című TV-műsor. Ezt a történetet azonban maga Blomqvist is tagadja.
Ő volt az aki a ballábas fékezést elterjesztette a rali pilóták között, így Walter Röhrl-t is ő tanította meg erre a technikára, amikor a német pilóta az Audi csapatához került.